# Jacob Weingreen
Jacob Weingreen (1907 – 11 aprile 1995) è stato un docente e biblista irlandese di origini ebraiche.

## Biografia
È stato professore di lingua e letteratura ebraica, con il titolo di "Erasmus Smith's Professor of Hebrew", presso la "School of Religion and Theology" (Scuola di religione e teologia) del Trinity College di Dublino dal 1939 al 1979. Partecipò a scavi archeologici in Samaria, e raccolse oggetti antichi oggi esposti al pubblico presso lo "Weingreen Museum of Biblical Antiquities" (Museo Weingreen di antichità bibliche) del quale fu tra i fondatori, situato in un locale del Trinity College. Nel 1961 fu presidente della "Society for Old Testament Study" (Società per lo studio dell'Antico Testamento). 
Il professor Weingreen deve la sua notorietà internazionale soprattutto al suo libro di testo sulla grammatica di base dell'ebraico biblico, tradotto in molte lingue e tuttora largamente in uso.

## Il "Museo Weingreen"
Lo Weingreen Museum of Biblical Antiquities (Museo Weingreen di antichità bibliche) si trova all'interno dell'"Arts and Social Sciences Building" (Palazzo delle arti e delle scienze sociali) del "Trinity College" di Dublino. Ha ricevuto l'attuale denominazione nel 1977, a riconoscimento dell'essenziale contributo dato dal professor J. Weingreen alla creazione del museo.   
Questo museo custodisce soprattutto ceramiche ed artefatti dell'antico Medio Oriente. Il nucleo della raccolta è costituito dagli artefatti provenienti dagli scavi di quattro città bibliche della Palestina: Lachish (Direttore: J.L. Starkey, 1932-1938), Gerico (Kathleen Kenyon, 1952-1959), Gerusalemme (Kathleen Kenyon, 1961-1967) e Busaira in Giordania (Crystal Bennett, 1971-1975). In tutto sono custoditi oltre 2000 oggetti. 
Il direttore del museo è Zuleika Rodgers. 
Il museo è aperto ai visitatori, ma soltanto su appuntamento. Però il suo contenuto è in corso di digitalizzazione per essere reso disponibile in via elettronica.

## Opere
- (EN)  A practical grammar for Classical Hebrew, 2ª ed., Oxford University Press, 1959, ISBN 0-19-815422-4
  - (FR)  Hébrew biblique: Méthode élémentaire, trad. J.-C. Haelenwyck, Beauchesne, 2004
  - (FR)  J.W. e Dominique de La Maisonneuve, Hébreu biblique: Méthode élémentaire (Corrigé des exercices), Beauchesne
    - (IT)  Grammatica di ebraico biblico, presentazione di M. Pazzini, traduzione di M. Fidanzio, Milano, Glossa, 2016, ISBN 978-8871052489
- (EN)  From Bible to Mishna, 1976
- (EN)  Introduction to the critical study of the text of the Hebrew Bible, 1982